# Fara (Burkina Faso)
Fara is een plaats in Burkina Faso en is de hoofdplaats van het departement Fara.
In 1996 telde Fara 9259 inwoners.